# آیلت سمز
آیلت سمز (انگلیسی: Aylett Sammes; ۱۶۳۶ – ۱۶۷۹) حقوقدان و عتیقه‌شناس اهل انگلستان بود. او به‌خاطر نظریه‌اش در مورد تاثیر زبان فنیقی بر زبان ولزی شناخته می‌شود.